# جبل امرة
وهو جبل يقع في منطقة القصيم في الجهة الجنوبية الغربية من مركز الخشيبي، في منطقة تكثر فيها الجبال الصغيرة والكبيرة، مجاوراً لجبل أم سنون المشهور السابق ذكره الذي يسمى سابقاً [متالع] والجبال الشرقيةمن امره  تابعة لمركز الخشيبي والغربيةمنها تابعة لمركز الشبيكية 
ويقع الجبل بين خطي عرض ( 25.71 23 25) وطول ( 00 22 43 ) ويرتفع (1086) متراً فوق مستوى سطح البحر. يحد الجبل من الشمال: مركز الخشيبي فئة أ (القصيم)و من الجنوب: مركز الروضتين. و من الشرق: مركز الدحلة  ، ومن الغرب: [مركز فئة أ[الشبيكية (القصيم)|الشبيكية]] ، و جبل سواج. و يمر في وسط الجبل شعيب يسمى الناصفة. وم ن الجنوب: شعيب أم سنون. و من الشمال والشرق: شعيب الدحلة.يمر طريق الحاج إلى مكة بجانب الجبل، ويوجد شرقية آبار واضحة للحجاج

## التاريخ
جبل ممتد من الجنوب للشمال. له عدة هضبات، يخترقه من سطه واد يسمى "الناصفه"سمي بالناصفه لانه ينصف هذا الجبل ويسير الوادي من الجنوب إلى الشمال.
ويذهب سيل جبال امره إلى وادي الداث الذي تفيض مياهه إلى وادي الرمة
في هضابه لشرقيه ماء قديم يقال له (مواجه) وقد تم 
زراعة النخيل وتم احداث سد على تلعة الوادي. وفي شمالي الجبل. عين قديمه تسميها العامه (الشلاله)

## نباتات الموجودة
يوجد العديد من النباتات منها الارطى والرمث والثمام والاثل والنخل والتين البري والطلح وهي موجوده بقمة جبل أمره بهذا الموقع
وكما يوجد الرقروق أو الرقة.

## قالو عن امرة
وجاء ذكر امرة في قصه ادبيه اوردها الميداني قال:
(قال الحكم بن صخر الثقفي خرجة منفردا فرايت(بامرة)
جاريتين اختين لم اراكجمالهما وضرفهما فكسوتهم واحسنت اليهما، ثم حججت من قابل ومعي اهلي، وقد اعتللت، ونصل خضابي(الخضاب:ما يخضب به الشعر من الحناء)
فلما صرت(بامرة) إذا احداهما قد جاءت، فسألت سؤال منكرةّّّ,
قال:فقلت فلانة؟!قالت:فدى لك ابي وامي، وانى تعرفني وانكرك,
قال: قلت:الحكم بن صخر.قالت:فدى لك ابي وامي رايتك عام أول شابا سواقة، وأراك العام شيخا ملكاّّّّ وفي دون هذا ما تنكر المراة صاحبها فذهبة مثلاّّّ
قال:قلت:ما فعلت اختك؟
فتنفست الصعداء، وقالت:قدم عليها ابن عم لها فتزوجها وخرج بها، فذاك حيث يقول:
إذا ما قفلنا نحو نجد وأهله***فحسبي من الدنيا قفولي إلى نجد
ويدلنا على انه يريد (امرة) القصيم هذه انه ذكر انه مر عليها عندما حج.
ومن اقول الشعراء
قال عروة ابن الورد:
سقى سلمى واين محل سلمى**إذا حلت مجاورة السرير
إذا حـــــلت بــأرض بني علي** واهلي بين امرة وكيـــــر
وكما قيل
ألا هل أ لى شرب بامرة الحمى**وتكليم ليلى خاليين سبيل
إلى ذاك ماأودت بقايا بشاشتي** وشبت فلم يربع على خليل
وذكر ابن الفقيه ان ضريه، وطخفه، وامرة، واوضاخ، كانت تابعه لوالي المدينة المنوره وذاك لأنها تابعه لطريق الحجاج في السابق
اما اليوم فانها تابعه لامارة القصيم
قال أمريء القيس
فغول فحليت، فنفء، فمنعج**إلى عاقل فالجب، فالأمرات
وقال الشاعر العامي
حمد بن عمار
يرعى من حد امرة للمطاوي** وإلى انحدر شاف غرب والاطعاس
عليه قطاع الخريمه قطاوي** يسري إلى غطا الغرابيب خرماس
وكما قال المبدع
عبد الله العطني (ابواديبه)
سجيت من هم لقلبي يـــــــــــــلاوينقره لتكبير أو تصغير الصورة ونقرتين لعرض الصورة في صفحة مستقلة بحجمها الطبيعي......
.......وقطعت لي من نـــــــــازح الدو دوا
وجلست في قفر عن النـــــــــزل داوي......
.......بين أمره وسواج شبيت ضـــــــــــوا

## السكان
البلايجه من حرب ويسكنون الدحله

## المناخ
المناخ قاري صحراوي، حار جاف صيفًا بارد مُمطر شتاء، وتبلغ درجة الحرارة صيفًا 45°م، وفي الشتاء تصل 3- مادون الصفر ومتوسط سقوط المطر 145 ملم.